# Ally Sheedy
Ally Sheedy, all'anagrafe Alexandra Elizabeth Sheedy (New York, 13 giugno 1962), è un'attrice statunitense di cinema e teatro, nota soprattutto per le sue interpretazioni in Breakfast Club e St. Elmo's Fire, entrambi film del cosiddetto Brat Pack, oltre che per l'interpretazione in Wargames - Giochi di guerra.

## Biografia
Figlia di John J. Sheedy Jr., un pubblicista statunitense di religione cattolica e di origini irlandesi, e di Charlotte Baum, un'agente letteraria statunitense, nata da una famiglia ebraica di origini russe ed ucraine, in passato attivista per i diritti civili, i suoi genitori divorziarono nel 1971. All'età di sei anni, cominciò a dedicarsi alla danza presso l'American Ballet Theatre, e a 12 scrisse un libro per bambini, She Was Nice to Mice, che fu pubblicato da McGraw-Hill e divenne un best seller. In seguito si dedicò alla recitazione, nell'interno di produzioni di ambito locale.
Dopo essere apparsa in diversi film per la televisione, debuttò al cinema in Bad Boys (1983), con Sean Penn. Gli anni ottanta furono il suo periodo d'oro, con ruoli in Wargames - Giochi di guerra (1983), il cult movie Breakfast Club (1984), Corto circuito (1986), e l'apparizione in tre episodi della serie televisiva Hill Street giorno e notte nel 1983. Nel 1987 interpretò la commedia A servizio ereditiera offresi.
Negli anni novanta Ally Sheedy entrò in terapia per una dipendenza da farmaci, esperienza che troviamo in qualche modo evocata nel ruolo di una fotografa tossicomane, interpretato nel film High Art (1998). Dovette anche battersi contro una forma di bulimia, che cominciò a manifestarsi dopo una visita alla Ford Modeling Agency, durante la quale Eileen Ford disse alla giovane attrice che, se avesse voluto farsi rappresentare dall'agenzia, avrebbe dovuto perdere 7 chili. High Art fu un film importante nella carriera di Sheedy. Si identificò a tal punto nel personaggio della fotografa Lucy Berliner che prese un aereo a sue spese per partecipare al casting. L'attrice ha dichiarato che questo personaggio è quello che sente più vicino a sé, tra quelli che ha interpretato.
Nel 1999 ebbe il ruolo di protagonista nella produzione off-Broadway di Hedwig and the Angry Inch. Le rappresentazioni furono però interrotte a causa delle cattive recensioni e dell'instabile comportamento dell'attrice. Il 10 marzo 2010 salì sul palco del Kodak Theatre di Los Angeles, alla cerimonia dei Premi Oscar 2010, assieme agli attori Matthew Broderick, Jon Cryer, Anthony Michael Hall, Macaulay Culkin, Molly Ringwald e Judd Nelson per un John Hughes Tribute al regista John Hughes, scomparso da poco.

## Vita privata
Dal 1992 al 2009 è stata sposata con l'attore David Lansbury, nipote dell'attrice Angela Lansbury e figlio di Edgar Lansbury, produttore della versione originale di Godspell. Da Lansbury ha avuto una figlia nata nel 1994.

## Filmografia

### Cinema
- Bad Boys, regia di Rick Rosenthal (1983)
- Wargames - Giochi di guerra (Wargames), regia di John Badham (1983)
- Oxford University (Oxford Blues), regia di Robert Boris (1984)
- Breakfast Club (The Breakfast Club), regia di John Hughes (1985)
- St. Elmo's Fire, regia di Joel Schumacher (1985)
- Due volte nella vita (Twice in a Lifetime), regia di Bud Yorkin (1985)
- Corto circuito (Shot Circuit), regia di John Badham (1986)
- Blue City, regia di Michelle Manning (1986)
- A servizio ereditiera offresi (Maid to Order), regia di Amy Holden Jones (1987)
- Corto circuito 2 (Short Circuit 2), regia di Kenneth Johnson (1988) - voce
- Il cuore di Dixie (Heart of Dixie), regia di Martin Davidson  (1989)
- Premonizioni di un delitto (Fear), regia di Rockne S. O'Bannon (1990)
- Il matrimonio di Betsy (Betsy's Wedding), regia di Alan Alda (1990)
- Cara mamma, mi sposo (Only the Lonely), regia di Chris Columbus (1991)
- Mamma, ho riperso l'aereo: mi sono smarrito a New York (Home Alone 2: Lost in New York), regia di Chris Columbus (1992)
- Il migliore amico dell'uomo (Man's Best Friend), regia di John Lafia (1993)
- Buona fortuna, Mr. Stone (The Pickle), regia di Paul Mazursky (1993)
- Amnesia, regia di Kurt Voß (1996)
- Jailbreak (Macon County Jail), regia di Victoria Muspratt  (1997)
- High Art, regia di Lisa Cholodenko (1998)
- Sugar Town, regia di Allison Anders e Kurt Voß (1999)
- I'll Take You There, regia di Adrienne Shelly (1999)
- The Autumn Heart, regia di Steven Maler (1999)
- Shelter Island, regia di Geoffrey Schaaf (2003)
- Noise, regia di Tony Spiridakis (2004)
- Day Zero, regia di Bryan Gunnar Cole (2007)
- The Junior Defenders, regia di Keith Spiegel (2007)
- Steam, regia di Kyle Schickner (2007)
- Harold, regia di T. Sean Shannon (2008)
- Perdona e dimentica (Life During Wartime), regia di Todd Solondz (2009)
- Welcome to the Rileys, regia di Jake Scott (2010)
- Sins of Our Youth, regia di Gary Entin (2014)
- Fugly!, regia di Alfredo De Villa (2014)
- Little Sister, regia di Zach Clark (2016)
- X-Men - Apocalisse (X-Men: Apocalypse), regia di Bryan Singer (2016)

### Televisione
- The Best Little Girl in the World, regia di Sam O'Steen (1981) - film TV
- The Violation Of Sarah McDavid, regia di John Llewellyn Moxey (1981) - film TV
- A cuore aperto (St. Elsewhere) - serie TV, ep. Samuel e il bambino (1982)
- Hill Street giorno e notte (Hill Street Blues) - serie TV, 1 episodio (1983)
- Deadly Lessons, regia di William Wiard (1983) - film TV
- Parallel Lives, regia di Linda Yellen (1994) - film TV
- Il soldatino di latta (The Tin Soldier), regia di Jon Voight e Gregory Gieras (1995) - film TV
- Morte apparente (Buried Alive II), regia di Tim Matheson – film TV (1997)
- Oz - serie TV, ep. Medium in gabbia (2001)
- The Dead Zone - serie TV, ep. Una scelta difficile (2003)
- The Veteran, regia di Sidney J. Furie (2006) - film TV
- CSI - Scena del crimine (CSI: Crime Scene Investigation) - serie TV, ep. Cospirazione (2007)
- Kyle XY - serie TV, ep. Materia grigia, Ciao, io sono Sarah, Una magica serata e Una notte speciale (2008-2009)
- Psych - serie TV, ep. Indovina indovinello, Sulla scia di Hitchcock, Il gran finale (2009-2010)
- Psych: il musical (Psych: The Musical), regia di Steve Franks – film TV (2013)
- Single Drunk Female – serie TV (2022-in corso)

## Doppiatrici italiane
Nelle versioni in italiano delle opere in cui ha recitato, Ally Sheedy è stata doppiata da:
- Giuppy Izzo in Wargames - Giochi di guerra, Breakfast Club
- Monica Gravina in Corto circuito, La casa sulla scogliera
- Serena Verdirosi in St. Elmo's Fire
- Gabriella Borri ne Il matrimonio di Betsy
- Susanna Fassetta in A servizio ereditiera offresi
- Margherita Sestito in Cara mamma, mi sposo
- Pinella Dragani in Psych
- Alessandra Felletti in High Art
- Alessandra Korompay in Motive

Da doppiatrice, Ally Sheedy è stata sostituita da:
- Sandro Acerbo in Corto circuito 2

## Libri
- She Was Nice to Mice, McGraw-Hill, 1975, ISBN 0-440-47844-8
- Yesterday I Saw the Sun: Poems, Summit Books, 1991, ISBN 0-671-73130-0